# غود إرث تي
غود إرث تي Good Earth Tea هي شركة شاي وشاي بالأعشاب، وهي شركة أمريكية.
تأسست عام 1972 باسم شركة فمالي هيرب Fmali Herb، ومقرها في سانتا كروز في كاليفورنيا.
وكانت من أوائل الشركات الأمريكية المنتجة لشاي الأعشاب في أوائل السبعينات.
وفي أوائل السبعينات بدأت تطور منتجات الشاي لصالح مطاعم غود إرث، وأطلقت منتجات الشاي تحت اسم غود إرث، معبأة في أكياس شاي في سوق البقالة في كاليفورنيا في عام 1988.